# Premi a la Innovació Tecnològica Agroalimentària
El Premi a la Innovació Tecnològica Agroalimentària (PITA) és un guardó instaurat pel Departament d'Agricultura, Ramaderia, Pesca, Alimentació i Medi Natural el 2001 que distingeix a les empreses agràries i les agroindústries que incorporen innovacions que representin un nou producte, procés o gestió per a l'empresa, orientats a millorar la competitivitat i la sostenibilitat de les empreses, mitjançant la innovació. El 2009 va canviar de nom, ja que abans s'anomenava Premi a la Innovació Tecnològica Agrària. A l'edició del 2012 s'unificaren els premis corresponents a les candidatures de 2011 i 2012, ja que fins aquell moment cada any es lliuraven els guardons de l'any anterior.
El nombre de premiats i la quantia dels guardons ha variat des dels orígens. El 2014 la dotació és de 6.000 euros i es lliura una nominació de 2.000 euros per a cadascuna de les tres modalitats. El premi a l'empresa agrària valora la implementació d'innovacions dins del procés productiu o de gestió que siguin referents per a altres empreses del sector. El premi a l'agroindústria valora innovacions en els processos, la gestió o en els productes i les estratègies comercials de les agroindústries de primera transformació i conservació, així com de subministrament de factors de producció o serveis que intervinguin en la producció i/o transformació agroalimentària. El premi al jove emprenedor valora la implementació d'innovacions en l'empresa agrària o en l'agroindústria per a persones menors de 40 anys.

## Guardonats
| Any  | Guardó                | Guardonats                                           | Municipi                                |
| ---- | --------------------- | ---------------------------------------------------- | --------------------------------------- |
| 2001 | PITA                  | Catalan Nurseries, SA                                | Sant Jaume d'Enveja (Montsià)           |
| 2002 | PITA                  | Sorma, SCCL Cooperativa de plantes ornamentals       | Premià de Dalt (Maresme)                |
| 2003 | PITA                  | Tractament de Juneda, SA-Tracjusa                    | Juneda (Garrigues)                      |
| 2004 | PITA                  | Mas Martinet Assessoraments                          | Falset (Priorat)                        |
| 2005 | Empresa Agrària       | Peretó Erill, SL                                     | Isona (Pallars Jussà)                   |
| 2005 | Agroindústria         | Mas la Forcarà, SA                                   | Sant Joan de les Abadesses (Ripollès)   |
| 2006 | Empresa Agrària       | Reig d'Estanyol, SA Estanyol                         | Bescanó (Gironès)                       |
| 2006 | Finalista             | Porgaporcs, SL                                       | Vila-sana (Pla d'Urgell)                |
| 2006 | Agroindústria         | Associació d'Oleïcultors del Priorat                 | Falset (Priorat)                        |
| 2006 | Finalista             | Farbos, SCL                                          | Campllong (Gironès)                     |
| 2007 | Empresa Agrària       | Urgellet, SCCL                                       | Linyola (Pla d'Urgell)                  |
| 2007 | Finalista             | Girona Fruits, SL                                    | Bordils (Gironès)                       |
| 2007 | Agroindústria         | Molí dels Torms, SL                                  | Els Torms (Garrigues)                   |
| 2007 | Finalista             | Productos Flower, SA                                 | Tàrrega (Urgell)                        |
| 2008 | Empresa Agrària       | Rovira, CB                                           | Sagàs (Berguedà)                        |
| 2008 | Finalista             | Can Perol, SL                                        | Sant Vicenç dels Horts (Baix Llobregat) |
| 2008 | Agroindústria         | Viver Comarcal de Celleristes                        | Barberà de la Conca (Conca de Barberà)  |
| 2008 | Finalista             | Albert Grassot Esteba                                | Pals (Baix Empordà)                     |
| 2009 | Empresa Agrària       | Jordi Vilarrasa Vilanova                             | Begudà - Sant Joan les Fonts (Garrotxa) |
| 2009 | Finalista             | Martí Verdés Majà                                    | Gàver - Estaràs (Segarra)               |
| 2009 | Agroindústria         | Embotits Salgot, SA                                  | Aiguafreda (Osona)                      |
| 2009 | Finalista             | Promic, SA                                           | Les Masies de Voltregà (Osona)          |
| 2010 | Empresa Agrària       | SAT Edoa 1446 CAT                                    | Sucs (Segrià)                           |
| 2010 | Finalista             | Sargaire, SL                                         | Almacelles (Segrià)                     |
| 2010 | Agroindústria         | El Pastoret de la Segarra, SL                        | Sant Guim de Freixenet (Segarra)        |
| 2010 | Finalista             | Embotits Estamariu, SL                               | La Seu d'Urgell (Alt Urgell)            |
| 2012 | Empresa Agrària       | Agropecuària Mas Bes, SL                             | Vilobí d'Onyar (Selva)                  |
| 2012 | Finalista             | Ribero SAT                                           | Gerb (Noguera)                          |
| 2012 | Agroindústria         | Celler Domenys i Secció de Crèdit, SCCL              | Sant Jaume dels Domenys (Baix Penedès)  |
| 2012 | Finalista             | Frigorífics Costa Brava                              | Riudellots de la Selva (Selva)          |
| 2012 | Jove innovador (PJEI) | Pere Muxí Rubio, de Cal Rosal                        | (Berguedà)                              |
| 2012 | Finalista             | Basili Masclans Roselló, de Verdura Masclans         | Caldes de Montbui (Vallès Oriental)     |
| 2013 | Empresa Agrària       | La Vall de Cabiscol, SL                              | Amposta (Montsià)                       |
| 2013 | Finalista             | La Reula                                             | Organyà (Alt Urgell)                    |
| 2013 | Agroindústria         | Unió Corporació Alimentària                          | Reus (Baix Camp)                        |
| 2013 | Finalista             | Agropecuària Catalana, SCCL (AGROCAT)                | Sant Fruitós de Bages (Bages)           |
| 2013 | Jove innovador (PJEI) | Andreu Rovira Vergés, de Formatgeria Mas Rovira, SCP | Sora (Osona)                            |
| 2013 | Finalista             | Núria Verdés Torra, de La Garbiana, SCCL             | Tarroja de Segarra (Segarra)            |